# 위기탈출 수호천사
《위기탈출 수호천사》는 대한민국의 SBS에 방송되었던 생활 안전 버라이어티 프로그램이다.

## 기획 의도
각종 재난 예방과 위기상황에서 탈출하는 방법을 시뮬레이션을 통해 풀어내고, 생존의 법칙에 생활 속의 일어날 수 있는 사건과 사고들의 대한 대처 방법을 알아보는 프로그램이다.

## 방송 시간
- 2003년 4월 19일 : 토요일 저녁 5시 50분 ~ 6시 50분
- 2003년 5월 14일 ~ 2003년 7월 9일 : 매주 수요일 저녁 7시 ~ 8시

## 진행자
- 김진수
- 최은경

## 에피소드 목록
- 1회 : 고층 아파트에서 불이 났어요! / 산에서 독사를 만났을 때
- 2회 : 선택! 생존의 법칙
- 3회 : 당신이 타고 있던 엘리베이터가 갑자기 멈췄다! / 눈앞에 사나운 개가 나타났다!
- 4회 : 수호천사! 생존의 법칙 하나. (어린이 감전사고) / 수호천사! 생존의 법칙 둘. (부탄가스 사고 )
- 5회 : 수호천사! 생존의 법칙 하나. (계곡에서 급류를 만났을 때) / 수호천사! 생존의 법칙 둘. (항공기가 갑자기 불시착하고 있다.)
- 6회 : 수호천사! 생존의 법칙 하나. (에스컬레이터에 몸이 끼었다면? ) / 수호천사! 생존의 법칙 둘. (자동차가 수중으로 추락한다면 )
- 7회 : 수호천사! 생존의 법칙 하나. (여객선이 침몰하고 있다) / 수호천사! 생존의 법칙 둘. (장난감이 위험하다 )
- 8회 : 수호천사! 생존의 법칙 하나. (냉동 창고에 갇혔을 때) / 수호천사! 생존의 법칙 둘. (태풍 속에서 살아남으려면 )
- 9회 : 수호천사! 생존의 법칙 하나. (물에 빠져 익사 직전의 위기상황) / 수호천사! 생존의 법칙 둘. (벼락이 칠지도 모르는 위기상황)

## 참고 사항
- 2003년 대구지하철 화재 참사 계기로 최초의 생활 안전 버라이어티 프로그램이었다.
- 약 2년간의 공백기를 깨고, 이 프로그램이 다시 신설됐으나, 타이틀 제목에 《위기탈출 넘버원》의 KBS로 편성 변경하였다.

## 같이 보기
- 재난
- 긴급구조 119 (KBS, 2003년)
- 위기탈출 넘버원 (KBS, 2005 ~ 2012년)
- 요! 주의사항